# Kaki
Kaki jabuka (lat. Diospyros kaki) je jedna od 725 vrsta roda Diospyros iz porodice dragunovki ili ebanovki (red Ericales, vrjesolike). Porijeklom je iz Azije, a u Kini je više od 2000 godina njezin plod poznat kao ljekovito voće. Danas se najviše uzgaja u Kini i Japanu koji su i najveći svjetski proizvođači.

## Hranjiva vrijednost
Plodovi su bogati vitaminom A i sadrže kalij, kalcij i željezo, te vlakna koja blagotvorno djeluju na probavu.

## Uzgoj
Uzgaja se u Kini i Japanu, ali se može uzgajati i na Mediteranu. Danas postoje i sorte koje se mogu uzgajati i u kontinentalnom dijelu Hrvatske, kao i smokva traže zaštićen položaj.

## Vanjske poveznice
- Gospodarski List - Kaki cijenjeno voće  Arhivirana inačica izvorne stranice od 30. ožujka 2018. (Wayback Machine)